# 2012 год в Нигере
События 2012 года в Нигере.

## События

### Январь
- 13 января — президент Нигера Махамаду Иссуфу встретился с послом России в Нигере Алексеем Дульяном и генеральным директором Зарубежводстроя, Ярославом Шалимовым. Темой разговора было строительство плотины в Кандаджи[1]. Российская делегация заверила президента, что в сентябре подготовительные работы будут завершены и начнутся работы по сооружению временной плотины для отвода воды.
- 16 января — Новый посол Нигера в КНР, Дандина Бава, вручил верительные грамоты Ху Цзиньтао[2].
- 18 января — Новый посол Нигера в США, Маман Сидику, вручил верительные грамоты Бараку Обаме[3].
- 22 января — президент Нигера Махамаду Иссуфу совершил визит в город Арлит, где участвовал в открытии 8-го фестиваля Аира, форума по вопросам мира, безопасности и развития Сахары и Сахели, а также в открытии туристического сезона в регионе Агадес, закрытого четыре года из-за политической нестабильности[4].

### Февраль
- 3 февраля — президент Нигера Махамаду Иссуфу принял верительные грамоты шести новых послов: посла Турции Хасана Улусоя, посла Чехии Ярослава Сиро с резиденцией в Абудже (Нигерия), посла Мавритании Сиди Моххамеда ульд Хананы с резиденцией в Бамако (Мали), посла Омана Али бен Абдуллы аль Алави с резиденцией в Алжире, посла Габона Фаустина Мунгенги Нзигу с резиденцией в Абиджане (Кот-д'Ивуар) и посла Японии Сусуму Иноуэ с резиденцией в Абиджане (Кот-д'Ивуар)[5].